# Butternut Valley
Butternut Valley est une communauté rurale du Nouveau-Brunswick au Canada, située dans le territoire de la commission de services régionaux 8, au sud-est de la province. La municipalité a été constituée le 1er janvier 2023.

## Géographie
Elle est divisée en quatre quartiers.

## Histoire
La municipalité est créée le 1er janvier 2023 par la fusion de zones jusque-là non organisées en gouvernement local, dans le cadre de la réforme territoriale de la province. Elle comprend ainsi les anciens districts de services locaux (DSL) de la paroisse de Studholm et de Havelock, en plus de portions des DSL de la paroisse de Brunswick et de la paroisse de Johnston.

## Politique et administration
La municipalité est dirigée par un conseil municipal de cinq membres, dont le maire, élus pour quatre ans. Les premières élections ont lieu le 28 novembre 2022.
| Période          | Période  | Identité   | Étiquette | Qualité |
| ---------------- | -------- | ---------- | --------- | ------- |
| 1er janvier 2023 | en cours | Alan Brown |           |         |